# Amphilophus hogaboomorum
Espèce
Amphilophus hogaboomorum est un poisson d'eau douce de la famille des cichlidés qui se rencontre au Honduras sur le versant Pacifique. Son aire de répartition concerne le bassin de la rivière Choluteca.

## Description
Amphilophus hogaboomorum mesure jusqu'à 15 cm.